# Ariadna capensis
Ariadna capensis là một loài nhện trong họ Segestriidae.
Loài này thuộc chi Ariadna. Ariadna capensis được William Frederick Purcell miêu tả năm 1904.